# Coscinaraea
Coscinaraea is een geslacht van neteldieren uit de klasse van de Anthozoa (bloemdieren).

## Soorten
- Coscinaraea columna (Dana, 1846)
- Coscinaraea crassa Veron & Pichon, 1980
- Coscinaraea exesa (Dana, 1846)
- Coscinaraea fossata
- Coscinaraea hazimanensis Yabe & Sugiyama, 1936
- Coscinaraea marshae Wells, 1962
- Coscinaraea mcneilli Wells, 1962
- Coscinaraea monile Forskål, 1775
- Coscinaraea ostraeformis